# Juliet Ibrahim
Juliet Ibrahim là một nữ diễn viên, nhà sản xuất phim người Ghana, ca sĩ và nhân đạo của người Liban, người Ghana và người gốc Liberia. Cô đã giành giải Nữ diễn viên xuất sắc nhất trong vai trò dẫn đầu tại Giải thưởng điện ảnh Ghana 2010 cho vai diễn trong 4 Play. Cô đã được gọi là "Người phụ nữ Tây Phi đẹp nhất" theo Tạp chí A-listers.

## Tuổi thơ
Juliet được sinh ra ở Ghana với cha là người Liban và mẹ là người Ghana / mẹ Liberia. Cô là con đầu lòng và có hai chị em gái; Sonia, Nadia và một người anh em. Juliet cùng với anh chị em của mình đã trải qua thời gian dài nhất ở thời thơ ấu ở Lebanon và Bờ Biển Ngà do cuộc chiến ở Liberia. Cô được giáo dục tiểu học ở Lebanon, sau đó tiếp tục đến Bờ Biển Ngà để học trung học, nơi cô sống với bố mẹ. Cô học tại Học viện Ngôn ngữ Ghana, nơi cô học tiếng Anh, tiếng Pháp và tiếng Tây Ban Nha. Cô cũng học ngành Marketing, Quảng cáo và Quan hệ công chúng tại Học viện Báo chí Ghana. Cô ấy có thể nói tiếng Anh, tiếng Pháp và tiếng Tây Ban Nha.

## Sự nghiệp
Cô xuất hiện lần đầu trong bộ phim Crime to Christ năm 2005 do Majid Michel đóng vai chính. Bộ phim Nollywood đầu tiên của Juliet là Yankee Boys và cô có mặt trong hơn 50 bộ phim sau đó. Năm 2014, cô sản xuất bộ phim đầu tiên Number One Fan, nơi cô đóng vai một nữ diễn viên bị một người hâm mộ trong phim theo dõi. Bộ phim thứ hai của cô 'Shaded Romance'  đã diễu hành các diễn viên Nigeria và Ghana, ra mắt giữa lúc phô trương ở Accra, Ghana vào ngày 5 tháng 12 năm 2014. Phim truyền hình mới của cô; 'Mỗi người phụ nữ có một câu chuyện' nơi cô ấy ra mắt các kỹ năng đạo diễn của mình được phát sóng trên truyền hình mặt đất và chương trình thực tế mới, Trợ lý hoàn hảo, TPA sẽ sớm được công bố. Cô cũng đã xuất hiện trong các bộ phim Twi, trong các bộ phim ngôn ngữ Yoruba. và cũng là một nữ diễn viên trong Lưu trữ ngày 10 tháng 5 năm 2017 tại Wayback Machine bộ phim Ngôn ngữ tiếng Hin-ddi Lưu trữ ngày 10 tháng 5 năm 2017 tại Wayback Machine

## Đóng phim
- Tội ác với Chúa Kitô (2005)
- Trong mắt chồng tôi (2007)
- Yankee Boys (2008)
- Mất em (2008)
- Bão hoàng gia (2009)
- Khôi phục tình yêu của tôi (2009)
- Vũ khí trần trụi (2009)
- Hết đời (2008)
- Mất ham muốn (2008)
- Huyết thống (2007)
- Vua đẹp (2009)
- Hình xăm con trai (2009)
- Mất tích (2009)
- Tôn vinh ý chí của tôi (2008)
- Phiêu lưu tiền mặt (2008)
- Ẩn (2009)
- Hy vọng cuối cùng (xét nghiệm DNA) (2009)
- Niềm tự hào của Nữ hoàng (2009)
- Kẻ thù của linh hồn tôi (2009)
- Công chúa Rihanna (2010)
- Hàng triệu (2010)
- 4play (2010)
- Bậc thầy của trò chơi (2011)
- Trận chiến tình yêu (2011)
- Tải lại 4play (2010)
- Vụ bê bối điên rồ (2010)
- Ngoài tình yêu (2010)
- Hôn nhân đau khổ (2009)
- 30 ngày ở Atlanta (2014)
- Cuộc sống sau hôn nhân (2014)
- Quạt số một (2014)
- Lãng mạn tan vỡ (2015)
- Cuộc sống của thanh thiếu niên (2015)
- Kỷ niệm (2015)
- Cô dâu đen (2016)
- Ngày thô (2015)
- Tội ác hoàn hảo (2017)
- 10 ngày ở thành phố mặt trời (2016)
- Sốt Luân Đôn (2016)
- Ladan Noma (2016)

## Giải thưởng
- 2010: Giải thưởng Thành tựu - Tạp chí Nhân dân Thành phố, Accra
- 2010: Nhân vật điện ảnh của năm của Ghana - Tạp chí người dân thành phố, Lagos
- 2010: Nữ diễn viên chính xuất sắc nhất trong một bộ phim - Giải thưởng điện ảnh Ghana
- 2014: Nữ diễn viên Ghana xuất sắc nhất - Thành phố giải trí nhân dân
- 2016: Nữ diễn viên của năm - Starzzawards